# Key Distribution Center
Ein Key Distribution Center (abgekürzt: KDC, engl. für Schlüssel-Verwaltungs-Zentrale, auch Trust Center genannt oder, im Kerberos-System, Kerberos-Server) gibt für angemeldete Nutzer in einem Netzwerk auf Anforderung eine Ausweis-Datei (TGT) mit begrenzter zeitlicher Gültigkeit heraus, die der Nutzer als Ausweis zum Schutz für seinen Datenverkehr benutzen kann.